# Beatriz da Sicília (1260–1307)
Beatriz da Sicília (em italiano:  Beatrice; Palermo, 1260 – Marquesado de Saluzzo, 1307)  foi uma princesa da Sicília por nascimento e marquesa de Saluzzo pelo seu casamento com Manfredo IV de Saluzzo.

## Família
Beatriz foi a filha primogênita do rei Manfredo da Sicília e de sua segunda esposa, Helena Angelina Ducena. Os seus avós paternos eram Frederico II do Sacro Império Romano-Germânico e Bianca Lancia. Os seus avós maternos eram Miguel II Comneno Ducas, déspota do Épiro e Teodora Petralifena.
Beatriz teve quatro irmãos, que eram: Henrique, Frederico, Anselmo e Flordelis. Sua meia-irmã mais velha, filha do primeiro casamento de seu pai com Beatriz de Saboia, era Constança de Hohenstaufen, esposa do rei Pedro III de Aragão.

## Biografia
Seu pai, Manfredo, que primeiro havia sido regente de seu meio-irmão, Conrado IV da Germânia, e depois de seu sobrinho, Conradino, mais tarde aclamado rei pelos barões em 1258, estava ocupado defendendo o reino das exigências do papa que o considerava um vassalo. Ele, no entanto, foi derrotado por Carlos I, Conde de Anjou na Batalha de Benevento, em 1266.
Após a derrota e a morte de seu pai, Beatriz, juntamente com seus irmãos e sua mãe, foi capturada na cidade de Trani, e aprisionada no Castelo do Ovo, em Nápoles, a partir de 1271. Também esteve encarcerada no Castel del Monte sob as ordens do novo rei da Sicília, Carlos de Anjou, nomeado como tal pelo Papa Clemente IV. Ela apenas foi libertada após a Batalha do Golfo de Nápoles, em 1284, graças a seu cunhado, Pedro III de Aragão.
No ano de 1287, Beatriz, com idade aproximada de 27 anos, casou-se com o marquês Manfredo IV, filho de Tomás I de Saluzzo e de Luísa de Ceva. O casamento resultou em dois filhos, um menino e uma menina.
A marquesa faleceu no ano de 1307, com cerca de 47 anos de idade. Seu viúvo casou-se com Isabella Doria, filha de Barnabó Doria, patrício de Gênova, com quem teve cinco filhos.

## Descendência
- Catarina de Saluzzo, esposa de Guilherme Enganna, Senhor de La Barge;
- Frederico I de Saluzzo (1287 – 29 de junho de 1336), sucessor do pai. Foi casado primeiro com Margarida de La Tour du Pin, com quem teve dois filhos, e depois foi marido de Jaqueline de Biandret, mas não teve mais filhos. Teve um filho ilegítimo, Jaime, Senhor de Brondello.